# Leningrád (együttes)
A Leningrád (teljes név — Leningrád csoportosulás) — szentpétervári harmadik hullámbeli ska-zenekar. Trágár szövegeket tartalmazó excentrikus dalairól és alkoholfogyasztásról szóló dalairól ismert. A zenekar fúvós hangszerek egész sorát használta szerzeményeiben: trombitát, szaxofont, harsonát, tubát, baritonkürtöt. 2008. december 25-én jelentették be a feloszlásukat. 2010-ben újraalakultak.

## Történetük
A kilencvenes évek végén a zenekar a következő tagokkal alakult meg: Igor Vdovin volt az énekes, a dalok szövegét és zenéjét Szergej Snurov szerezte, ő volt a basszusgitáros, de hamarosan ő lett a zenekar frontembere. A fellépések alkalmával a zenekar egyik-másik, vagy több tagja is részegen lépett színpadra.
Széles ismertséget hozott a zenekarnak néhány daluk lejátszása a "Mi rádiónk" nevű adón, a "DMB-2" című film (amelyben a Leningrád számos dalát felhasználták), valamint az "Amikor nincs pénz" és az "Adj szerelmet" című dalok klipjei. Ezután a zenekarnak széles rajongótábora lett, amely évről évre csak növekedett.
Moszkva polgármestere, Jurij Luzskov betiltja a zenekar nagy fellépéseit Moszkvában.
2008. december 25-én bejelentették a feloszlásukat és bejelentették egy új zenekar megalakulását "Rubel" néven.
A Rubel első nagy koncertjét Moszkvában adta 2009. január 30-án. A "Gyilkos favágás tömve káromkodással avagy fitnesz-rock", ahogyan maga Szergej Snurov nevezi az új zenekar zenei stílusát, nem kevés rajongót szerzett, nem csak a korábbi Leningrád rajongók körében. Szergej Snurov a következőképpen vallott arról, miképpen zajlott le a nézőkkel való első találkozás: "Van rá egy nagyon pontos és kifejező szó: a nép meghülyült. Amikor a nézők valami érthetetlent látnak, akkor elmegy nekik otthonról és kikelnek magukból. A Rubel pedig pontosan egy ilyen érthetetlen valami. Mintha ugyanaz a közeli ismerős, már-már szinte rokon Snur lenne, ugyanazt játssza a színpadon, úgy játszik a gitárján, mint egy gyerek. És ez nem fér a nézők fejébe. Mi történt? Mi történt? - kérdezgetik az emberek és tűzbe jönnek.".

## A zenekar tagjai 2008 decemberében

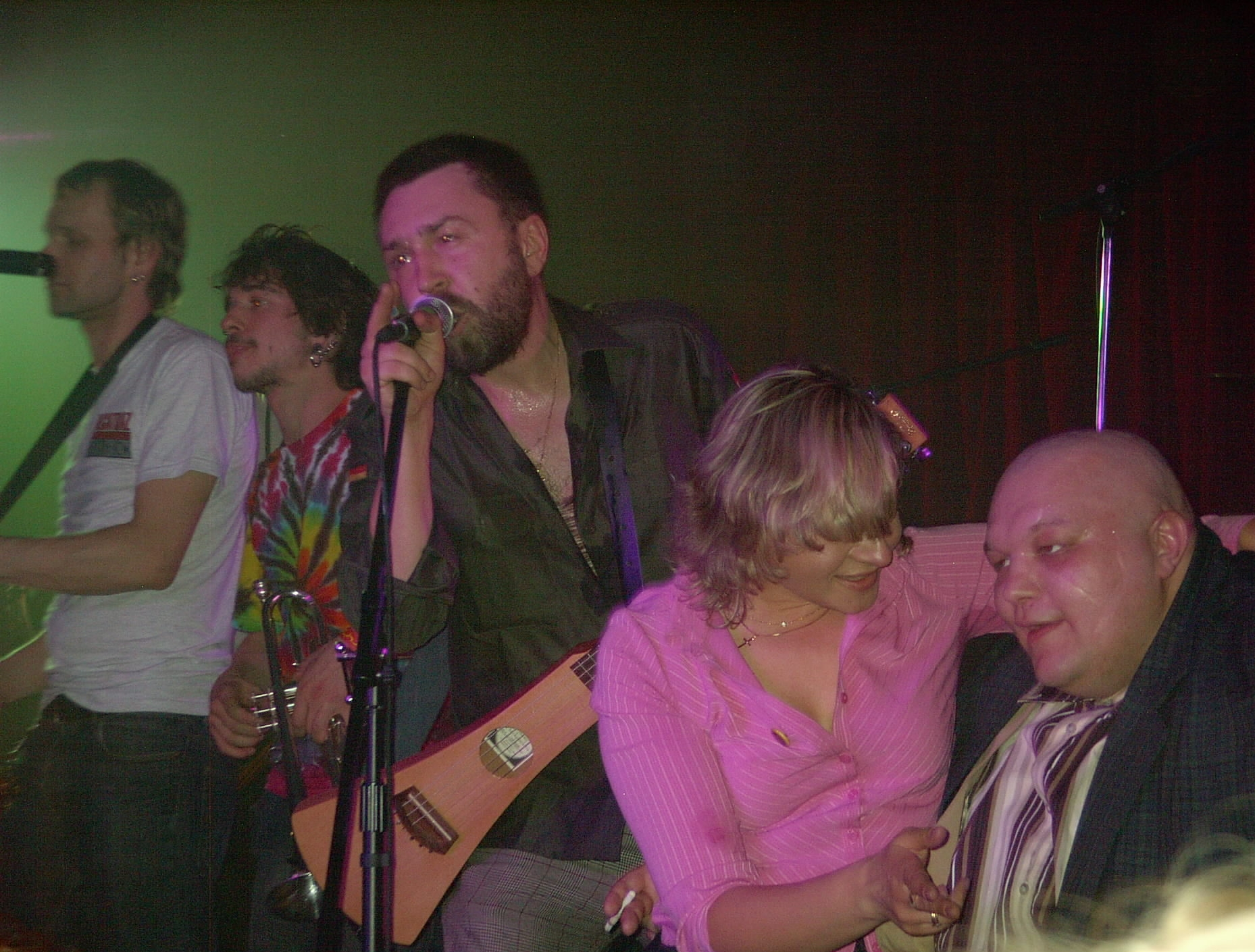
A zenekar koncertezik

- Szergej Snurov, Snur — ének, zene, dalszöveg
- Anton Vszevolod, Szevics — háttér énekes, maracas (rumbatök)
- Alekszandr Popov, Puzo — nagydob, ének
- Andrej Antonyenko, Andromedics — tuba, zenei átiratok
- Grigorij Zontov, Zontyik — szaxofon
- Roman Parigin, Suher — trombita
- Gyenyisz Kupcov, Varázsló — dob
- Andrej Kurajev, Öreg — basszus
- Ilja Rogacsevszkij, Zongorista — billentyűs hangszerek
- Konsztantyin Limonov, Citrom — gitár
- Vlagyiszlav Alekszandrov, Valdik — harsona
- Alekszej Kanyev, Leha — szaxofon
- Gyenyisz Mozsin, Dance — hangmérnök

## Diszkográfia

### Stúdióalbumok
- Golyó (oroszul: Пуля) (1999 július) — O.G.I. Records
- Ocsmány beszéd villanyáram nélkül (oroszul: Мат без электричества) (1999. december 17.) — Gala Records
- Nyaralók (oroszul: Дачники) (2000. november 13.) — Gala Records
- Made in segg (oroszul: Маде ин жопа) (2001) — Gala Records
- Golyó + (2 CD) (oroszul: Пуля) (2001) — Gala Records
- XXI. századi kalózok (oroszul: Пираты XXI века) (2002. február 25.) — Gala Records
- Pont (oroszul: Точка) (2002. november 29.) — Gala Records
- Milliók részére (oroszul: Для миллионов) (2003. október 21.) — A hang misztériuma
- Csajrobot (oroszul: Бабаробот) (2004. május 27.) — A hang misztériuma & SnurOK
- F***ság (oroszul: Хуйня) (2005. március 10.) — Közösen a The Tiger Lillies-zel — A hang misztériuma & SnurOK
- Kenyér (oroszul: Хлеб) (2005. november 22.) — A hang misztériuma & SnurOK
- Vénasszonyok nyara (oroszul: Бабье лето) (2006. november 28.) — A hang misztériuma & SnurOK
- Auróra (oroszul: Аврора) (2007. november 20.) — A hang misztériuma & SnurOk

### További albumok
- A második magadani (2003. január) — Szergej Snurov szólóalbuma — A hang misztériuma
- A Leningrád kicsinálja Amerikát (2003) — Koncertek az USA-ban — Gala Records
- BMW (soundtrack) BMW Ost (2004. január) — Soundtrack a "BMW" című filmhez — A hang misztériuma
- A Leningrád (nem) összes művei (2004) — Best of album — Gala Records

## Filmek
- Film Szergek Snurovról, a Leningrád zenei csoportosulás vezetőjéről (Tofik Sahvergyijev)
- A választások napja — A "Nemnormálisak" punkzenekar
- "Nem mindennapi helyzetek" ügynökség — A villanyszerelő barátja a sorozat utolsó részében
- Vicces gömbök (oroszul: Смешарики) — Filmdal. Egy filmdal a Vicces gömbök című rajzfilmsorozatból, írta Szergej Vasziljev és Marina Landa, akik az egész sorozat zenéjét szerezték. Előadó: Anton Vinogradov színész.
- 4 — Vologya